# Chiesa di San Martino Vescovo (Viù)
La chiesa di San Martino Vescovo è la parrocchiale di Viù, in città metropolitana e arcidiocesi di Torino; fa parte del distretto pastorale Torino Nord.

## Storia
La prima citazione di un luogo di culto a Viù risale al 1011, allorché l'arcivescovo Landolfo ne confermò il possesso al monastero di San Solutore di Torino.
Alcuni secoli dopo, nel 1390, in un documento si legge che questa chiesa aveva il doppio titolo di San Marrino e San Nicola.
Nell'estate del 1547, l'amministratore apostolico di Torino Innocenzo Cybo, compiendo la sua visita pastorale, annotò che l'edificio era in buone condizioni.
Alcuni decenni dopo, però, l'arcivescovo Girolamo della Rovere, durante la sua visita del 1584, trovò che la chiesa era in cattivo stato e che avrebbe avuto bisogno di una risistemazione; inoltre, si segnalava la mancanza di alcune suppellettili.
Nella seconda metà del Seicento l'edificio venne interessato da un importante restauro e nello stesso periodo fu eretto il campanile.
Nei primi anni ottanta del secolo successivo si procedette a un rifacimento della parrocchiale, verosimilmente ultimato nel 1782, data incisa sul portale maggiore; nel 1784 vennero realizzati la scalinata d'accesso, la cantoria e l'organo, costruito dai fratelli astigiani Francesco Maria e Giovanni Battista Concone.
La facciata venne decorata nel 1885 mediante l'esecuzione di pitture da parte di Antonio Ciancia; alla fine di quel secolo si provvide ad ampliare la sagrestia e a realizzare nuovi altari laterali in sostituzione di altrettanti contestualmente smantellati.
Nel 1902, a causa del fatto che l'organo settecentesco era ormai inutilizzabile, fu acquistato quello della parrocchiale di Nole e l'organaro lombardo Carlo Pera venne incaricato del trasporto e della sistemazione dello strumento nella nuova sede; tuttavia, alla fine egli ricostruì ex novo l'organo.
L'interno della chiesa fu oggetto negli anni quaranta e cinquanta di alcuni rimaneggiamenti che comportarono la posa del nuovo pavimento, la sostituzione del pulpito e lo spostamento del fonte battesimale.
Durante gli anni settanta si procedette all'esecuzione dell'adeguamento liturgico secondo le usanze postconciliari mediante l'aggiunta dell'ambone e dell'altare rivolto verso l'assemblea.

## Descrizione

### Esterno
La facciata a salienti della chiesa, rivolta a sudovest, è suddivisa da una cornice marcapiano in due registri, entrambi scanditi lesene binate: quello inferiore, più largo, presenta al centro il portale maggiore timpano e ai lati gli ingressi secondari sormontati dalle raffigurazioni dei santi Martino e Biagio, mentre quello superiore è caratterizzato da un'ampia finestra e coronato dal frontone di forma triangolare.
Annesso alla parrocchiale è il campanile a base quadrata, la cui cella presenta su ogni lato una monofora ed è coperta dal tetto a quattro falde.

### Interno
L'interno dell'edificio si compone di tre navate, suddivise da pilastri sorreggenti degli archi a tutto sesto e abbelliti da lesene con capitelli corinzi e tuscanici sopra i quali corre la trabeazione modanata e aggettante su cui si impostano le volte di copertura; al termine dell'aula si sviluppa il presbiterio, rialzato di quattro gradini, delimitato da balaustre e chiuso dalla parete di fondo.
Qui sono conservate diverse opere di pregio, tra le quali il Crocifisso con Maria Maddalena e la Madonna Addolorata, realizzato nel XVIII secolo da Stefano Maria Clemente, la tela ritraente la Madonna col Bambino e i santi Martino e Biagio, risalente al Seicento, e la pala raffigurante la Madonna con san Domenico e santa Caterina da Siena, dipinta nel 1859 da Giovanni Battista Fino.